# Johan Liljencrantz
Johan Liljencrantz (skrev sig även Liljencrants), före adlandet Westerman, född den 20 augusti 1730 i Gävle, död den 22 januari 1815 i Stockholm, adlad 1768, friherre 1777, greve 1812. Gustav III:s "finansminister".

## Ungdomsår, första ämbetsmannaåren och adlande

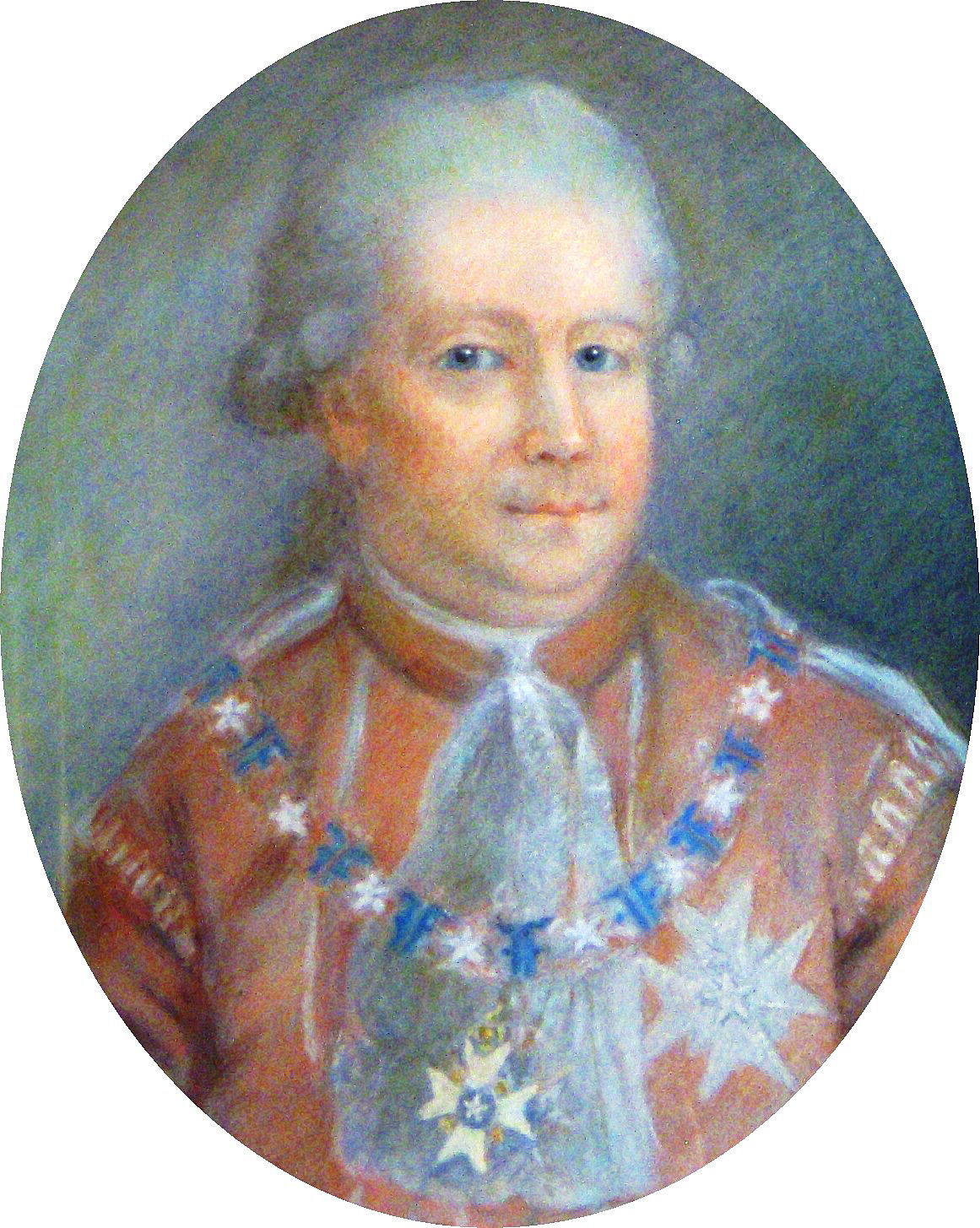
Liljencrantz iklädd Nordstjärneordens ordensdräkt.

Johan Liljencrantz föddes med släktnamnet Westerman, och var son till prosten Anders Svensson Westerman och Maria Christina Gyllenkrook. Hans far var ofrälse, men han härstammade både på fädernet och mödernet från ärkebiskop Laurentius Petri Nericius, och såväl morfadern som mormodern (Wallenstierna) var adliga.
Efter att i Uppsala ha studerat huvudsakligen "de ämnen, som höra till den allmänna hushållningen", blev Johan Liljencrantz
1750 auskultant i Kommerskollegium, där han 1756 fick en ordinarie notariesyssla. Vid riksdagen 1755–56 var han sekreterare i sekreta handels- och manufakturdeputationen och fick på dess rekommendation understöd till en utländsk resa för att studera handels-, manufaktur- och finansförhållanden.
Under denna resa, som börjades 1758, besökte Liljencrantz Danmark, Tyskland, Nederländerna, Belgien, Frankrike och Italien samt hemsände från dessa länder en mängd ännu i behåll varande skildringar av deras näringar och handel. Han kom därunder även i beröring med den unga fysiokratiska skolans ryktbara representanter i Frankrike och stärktes härigenom ytterligare i de friare näringsåsikter, som samtidigt börjat förfäktas i Sverige. Efter hemkomsten 1761 avgav Liljencrantz en fullständig reseberättelse, vilken föranledde ständerna att för honom inrätta en ny syssla, handelsintendentsbefattningen, vartill han utnämndes 3 november 1761. Tillsammans med sin bror Sven Liljencrantz var han delägare i Mariebergs porslinsfabrik.
Som intendent arbetade han under ogynnsamma förhållanden med kraft och klokhet för handelns och näringarnas förkovran. Så förmådde han riksdagen 1765–66 att inrätta en särskild diskonteringsfond för järnmanufakturindustrien. Sedan han företagit en ny resa till England och utförligt redogjort för sin verksamhet, fick han 1767 kommerseråds namn, blev  1770 kommerseråd. Han och hans bror Sven adlades 1768 på namnet Liljencrantz och introducerades på nummer 2011.

## I Gustav III:s tjänst

### Myntreformen
Efter Gustav III:s revolution 1772 fick Liljencrantz en vidsträcktare verkningskrets. Han insattes av kungen i den kommitté, som skulle avge betänkande om hur Riksbankens sedlar skulle kunna inlösas och därigenom oredan i penningväsendet hävas.  Kommitténs övriga ledamöte ansåg, att ingenting kunde för tillfället göras för detta måls vinnande, men Liljencrantz var av annan tanke, och kungen gillade även den av Liljencrantz uppgjorda planen att inlösa sedlarna till deras halva värde. Samtidigt utnämndes han till statssekreterare i den 1773 upprättade Handels- och finansexpeditionen. I denna befattning lyckades Liljencrantz undanröja hindren för sedelrealisationens verkställande och anskaffa medel till densamma, varefter den 1777 kunde börjas. I samband med realisationen befriades kronan från en stor del av sina skulder, statsinkomsterna höjdes, och en välbehövlig lönereglering genomfördes.

### För större frihet i handel och näringsidkande

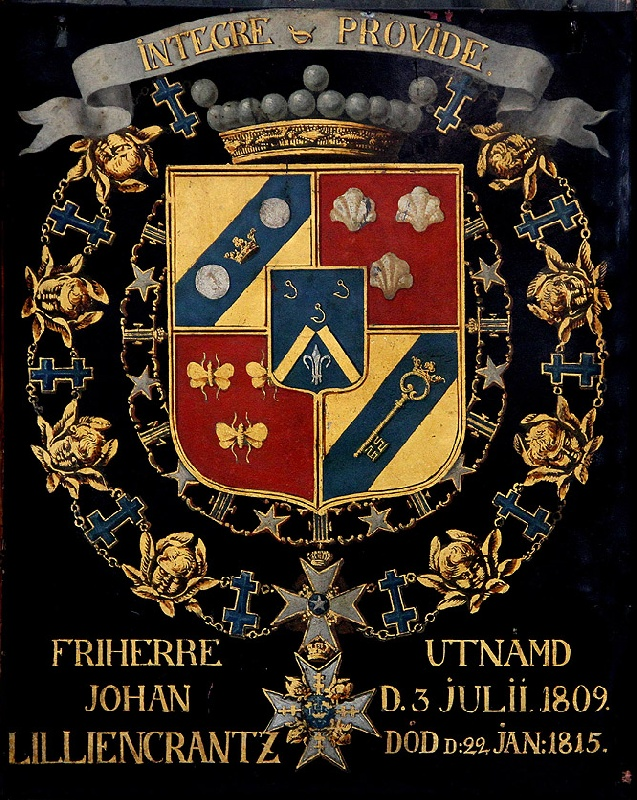
Johan Liljencrantz' adelsvapen. Vapnet omges av kedjorna för Serafimerorden och Nordstjärneorden.

Genom myntreformen var det främsta hindret för handelns och näringarnas uppblomstrande undanröjt. Även på andra sätt arbetade Liljencrantz för deras förkovran. Han insåg det onyttiga i hattarnas system att genom premier höja industrien och följde därför mössornas politik att indraga eller minska premierna, men i stället ge näringarna ersättning i ett förbättrat diskonteringsväsen.
En bland hans första åtgärder som statssekreterare var därför skapandet av den allmänna diskontinrättningen, hvars låneverksamhet, bedriven huvudsakligen med enskilt kapital, men under kronans stöd och kontroll, lättade penningrörelsen därhän, att räntan efter hand sjönk från 12 till 6 procentenheter. Särskilt sökte han höja jordbruket, vilket under merkantilsystemets flor fått stå tillbaka för manufakturerna. Redan före Liljencrantz inträde i regeringen hade en kommitté nedsatts att granska dess tillstånd och föreslå förbättringar. Liljencrantz blev snart själen i denna på vars förslag exportförbudet för spannmål upphävdes, dagsverksskyldigheten och vägunderhållet lättades och slutligen spannmålshandeln fullständigt frigavs, så att den efter den tiden fick drivas i stad och på landsbygd av vem som helst, utan avseende på stånd.
Som statssekreterare tog Liljencrantz 1786 det formella initiativet till Svenska Västindiska Kompaniet, som öppnade den s k triangelhandeln för svenska affärsmän. Till storfiskets befordran inrättades också ett Grönlandskompani, som dock ej kom att motsvara Liljencrantz förhoppningar. På hans tillstyrkan fick Marstrand 1775 privilegium att vara "en fri handels- och nederlagsort, eller s.k. porto franco".

### Brännvinsbrännerierna
Även planen att göra brännvinsbränningen till regale väcktes av Liljencrantz, men han förordade vid utförandet därav inrättandet av mindre sockenbrännerier, där allmogen mot viss avgift skulle få bränna sin säd till brännvin, och varnade för anläggandet av de stora kronobrännerierna. Hans förslag var också nära att antagas, då friherre Georg Gustav Wrangel vann kungens bifall för sina mer lovande projekt, som i längden blev ruinerande för kronan (se kronobränneri).
Liljencrantz bar således inte skulden för förfuskningen av hans ursprungliga uppslag. Vid utförandet blev han emellertid den ledande i bränneridirektionen och fick ensam bestyret med kronans spannmålsuppköp. 1778 utnämndes han dessutom till president i Statskontoret och den styrande i den nyinrättade riksgäldsdirektionen. Som bevis på kungens tacksamhet upptogs han 1777 på broderns friherreliga namn och nummer.

### Motgångar
På 1780-talet drabbades landet av svåra missväxter. Dessa jämte de starkt ökade anslagen till flottan och armén, kungens tilltagande slösaktighet och hans dyra resor bragte oreda i finanserna. Ulrik Scheffers avgång 1783 berövade därjämte Liljencrantz det stöd han haft i denne utmärkte statsman. Med växande otålighet hörde kungen Liljencrantz ständiga förmaningar till ökad sparsamhet, och redan 1784 fann Liljencrantz sin ställning så undergrävd, att han begärde avsked. Svårigheten att skaffa en efterträdare gjorde dock, att han fick kvarstå till efter riksdagen 1786, då han entledigades från alla sina förtroendeuppdrag, men på samma gång utnämndes till riksråd.

### Styrelsen av St Barthelemy
Signaturen J. Liljencrants står som författare av Kungliga majestäts nådiga reglemente angående styrelsen i St Barthelemy i West Indien utgiven från Uppsala slott den 31 oktober 1786. Han skrev också frihamnsrättigheter 1785.

## De sista åren
Vid rådkammarens upplösning, 1789, blev han president i Kommerskollegium, i vilken befattning han kvarstod till 1812. Vid sitt avskedstagande upphöjdes han till grevligt stånd. Han var kommendör av Nordstjärneorden och blev serafimerriddare 1809. Även sedan Liljencrantz upphört att vara statssekreterare, blev han ofta rådfrågad i finansärenden, särskilt under de svåra penningförhållandena i början av 1800-talet. Sedan 1767 var Liljencrantz ledamot av Vetenskapsakademien. Liljencrantz självbiografiska "Anteckningar jämte flera Memorial" av honom utgavs av B. Taube i "Hist. handl. utg. af Samf. f. utg. af handskr. rör. Skand:s hist.", VIII (1878).

## Liljencrantzska gravkoret

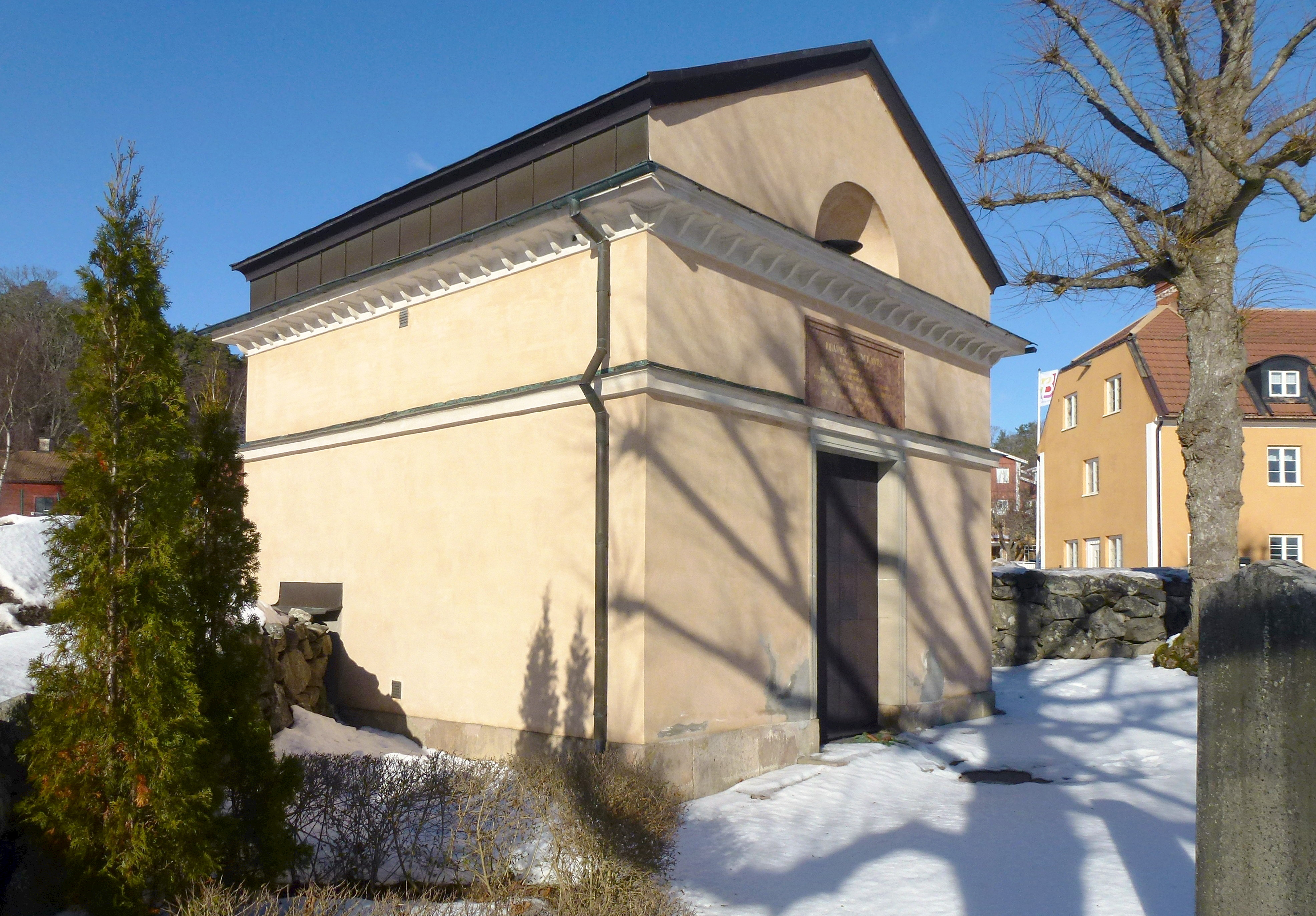
Liljencrantzska gravkoret på Botkyrka kyrkogård i mars 2013.

Johan Liljencrantz fann sin sista vila i det efter honom uppkallade gravkoret på Botkyrka kyrkogård. Arkitekt för gravkoret var Carl Christoffer Gjörwell den yngre. Han gestaltade byggnaden i stram nyklassisk stil. Ovanför ingången finns en stentavla med en inskription på latin, som bland annat omtalar att han 1807 lät uppföra gravmonument åt sig och sina efterkommande. Efter en restaurering 1943 inreddes gravkoret till kolumbarium vilket bekostades genom medlemmar av ätten Liljencrantz.

## Egendomar
Under 1700-talets senare del var Johan Liljencrantz Botkyrka sockens störste godsägare. Ett tag ägde han Norsborgs herrgård, Sturehovs slott, Slagsta gård och Fittja gård, alla i Botkyrka socken.
Det var Liljencrantz som lät uppföra både Sturehovs och Norsborgs huvudbyggnader. Arkitekt för Sturehov var Carl Fredrik Adelcrantz och Norsborg ritades förmodligen av Olof Tempelman.
Sturehovs slott, Slagsta gård och Fittja gård stannade inte länge inom ätten, men Norsborgs gård innehades av släkten ännu mot slutet av 1800-talet. Huvudbyggnaden vid Norsborgs herrgård brann ner till grunden den 22 april 2019.
Egendomen Sturehovs slott förvärvades 1899 av Stockholms stad och blev en del av Bornsjöegendomarna. På 1950-talet renoverades Sturehovs huvudbyggnad genom ett av de mest omfattande restaureringsprojekt som Stockholms stad låtit utföra.
Huvudbyggnaden för Slagsta gård från Liljencrantz' tid existerar inte längre, utan har ersatts med en ny byggnad av senare ägare. Liljecrantz köpte Slagsta gård år 1785 och 1908 köpte Stockholms stad egendomen och sedan 1978 är Slagsta gård i Botkyrka kommuns ägo. Idag används Slagsta gård som skoldaghem och som förenings- och fritidslokaler. 
Fittja gårds gamla huvudbyggnad, som härrörde från mitten av 1700-talet, lät grosshandlare Jacob Schmidt (1770-1837), ägare till Fittja gård och värdshus i början på 1800-talet, flytta cirka 500 meter åt nordost. Huset finns fortfarande kvar och kallas ”Ängsbyggningen”, idag är den privatbostad. Jacob Schmidt lät i början på 1800-talet uppföra en ny huvudbyggnad i två våningar. År 1801 köpte Jacob Schmidt även malmgården Heleneborg vid Söder Mälarstrand och lät år 1809 rusta byggnaden. På Fittja gård har sedan år 1987 funnits Mångkulturellt centrum.

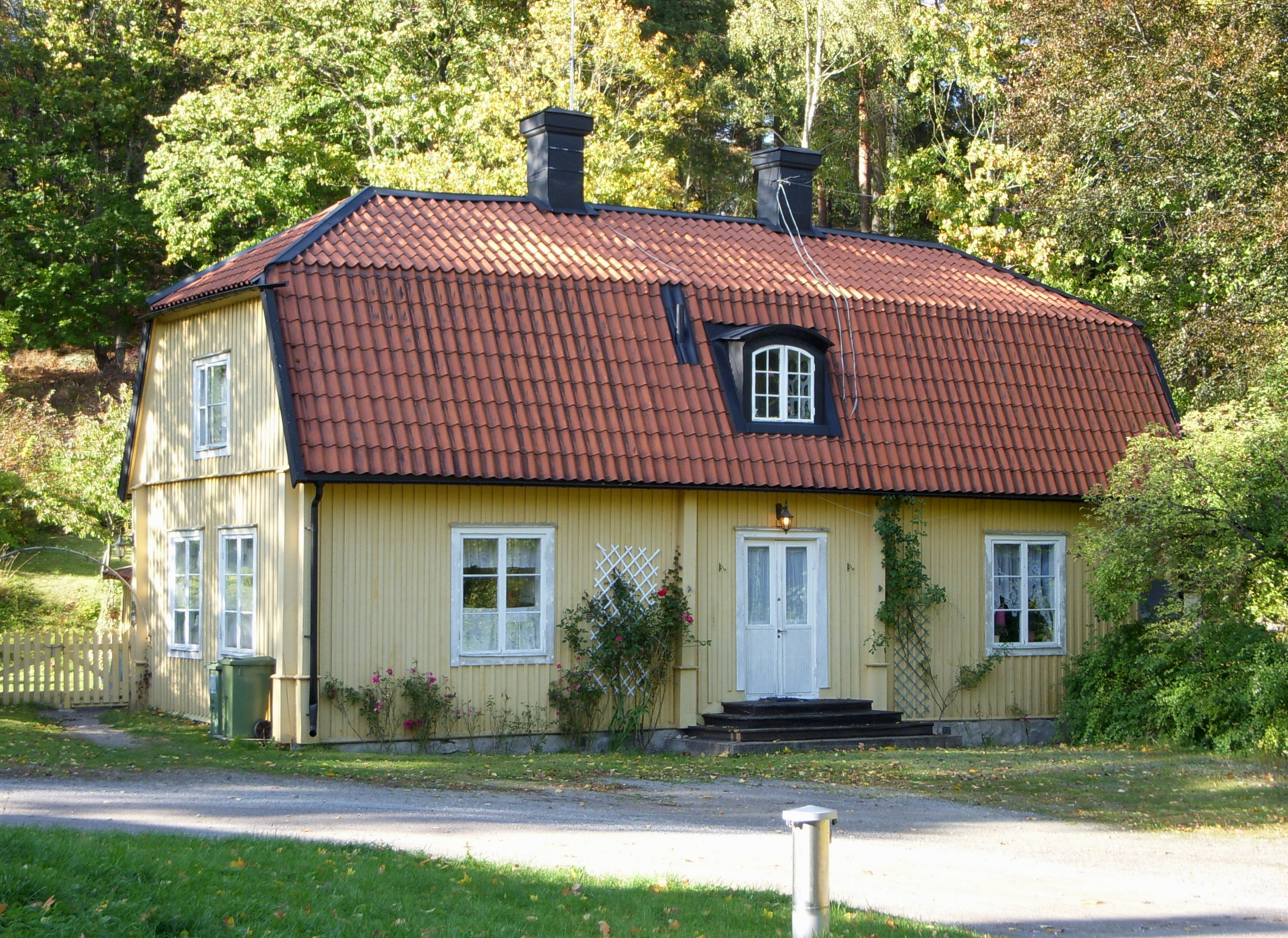
Slagsta gård, flygelbyggnad
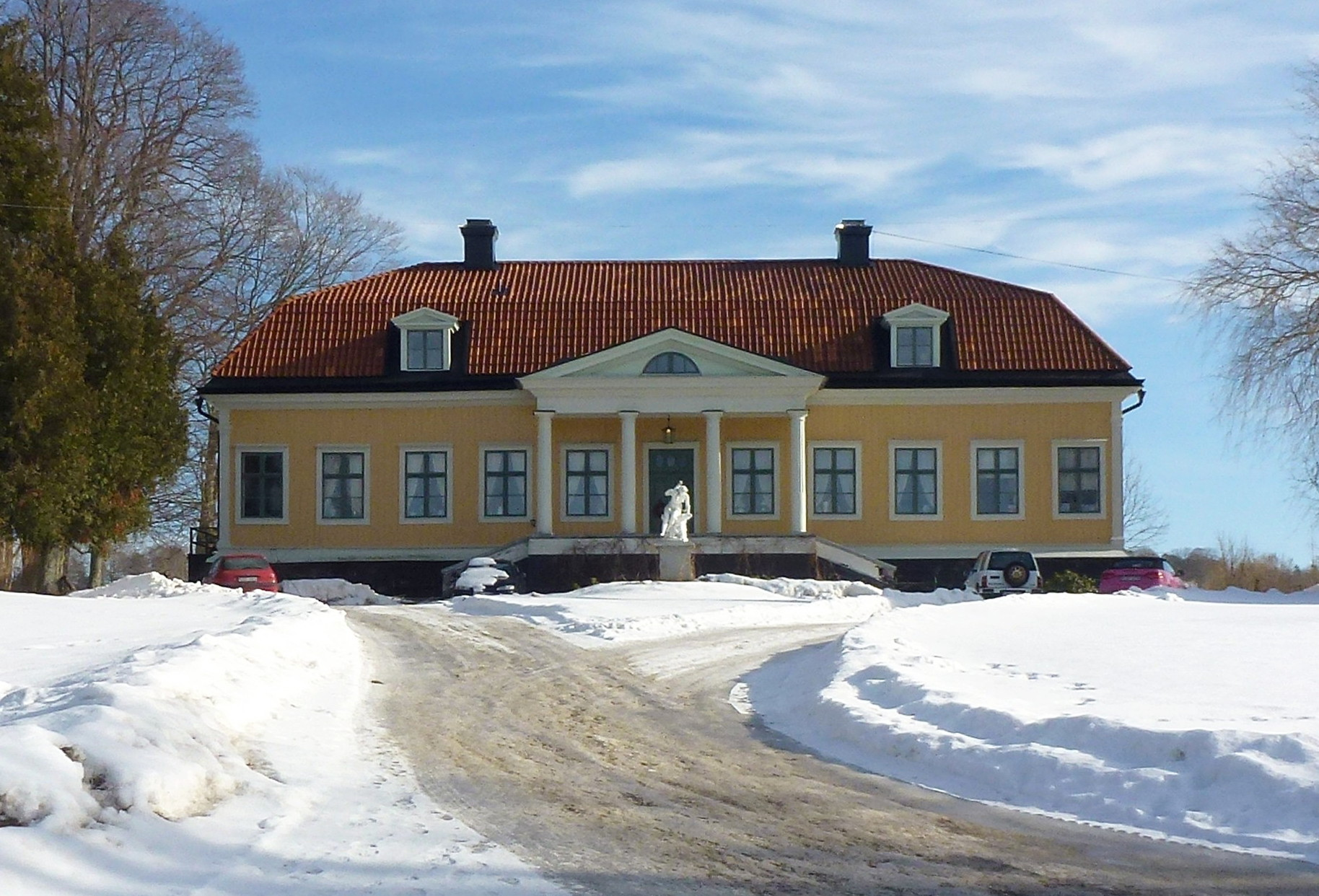
Norsborgs herrgård
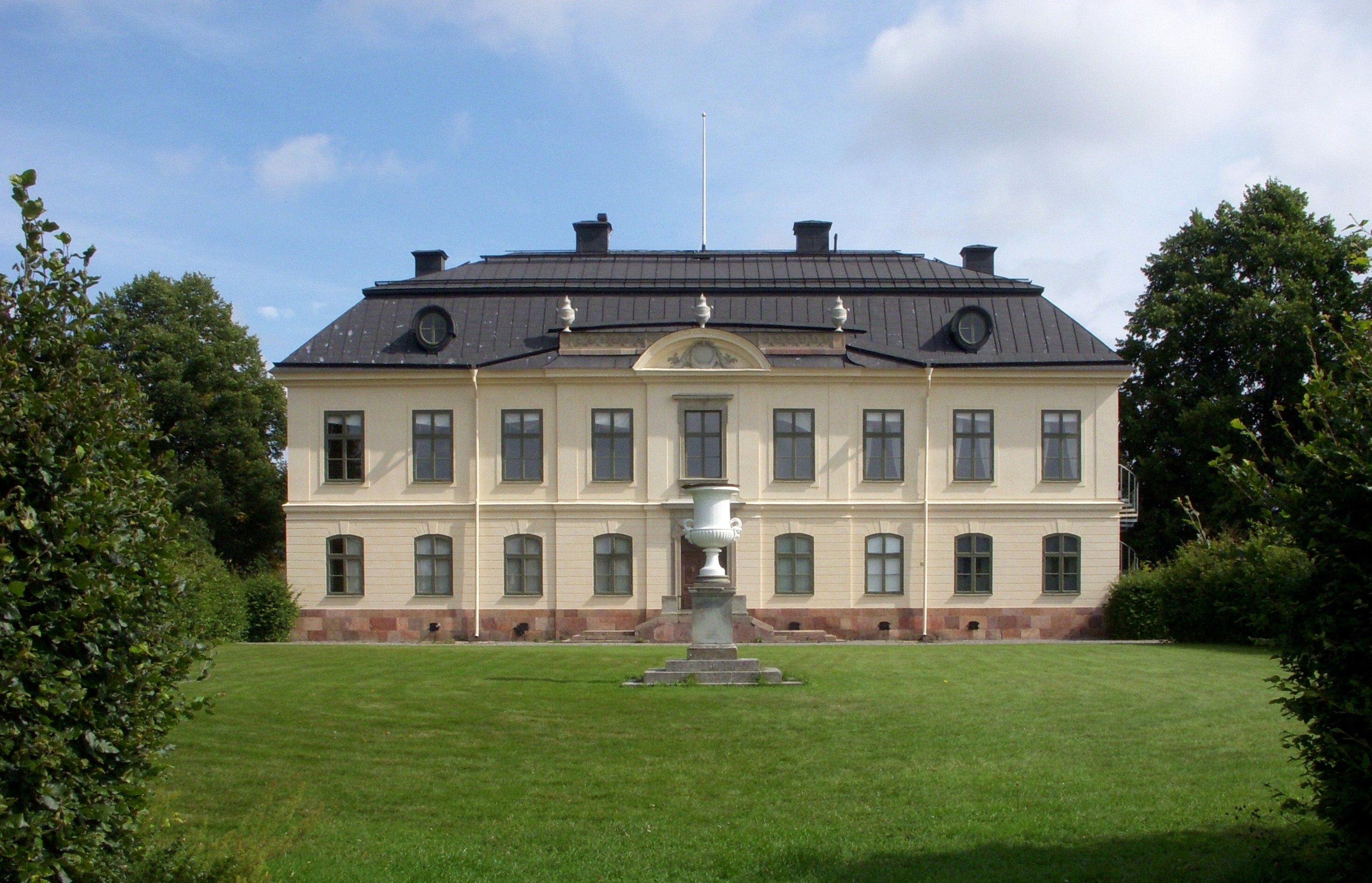
Sturehovs slott
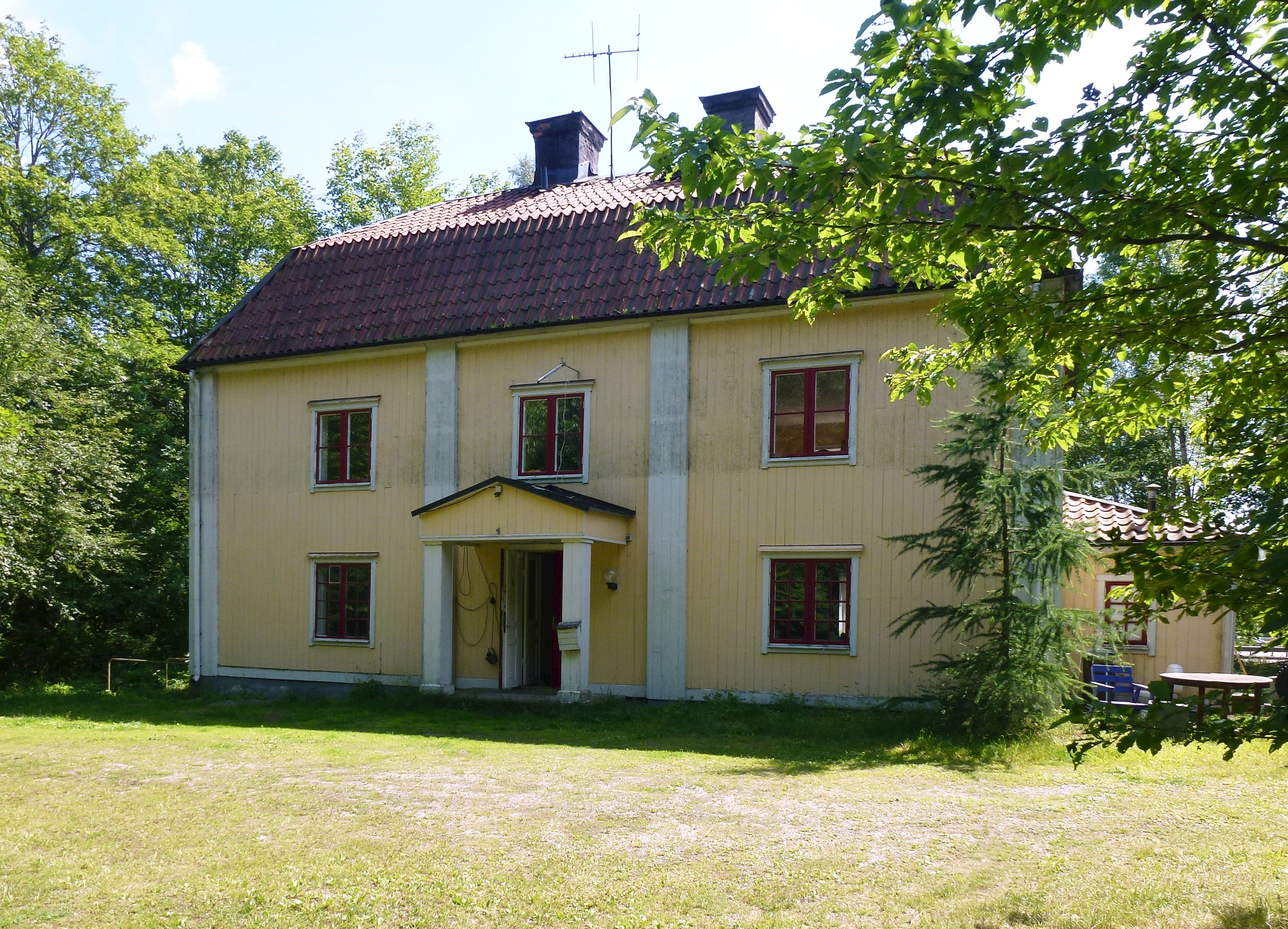
Fittja gårds ursprungliga huvudbyggnad, som idag kallas "Ängsbyggningen"